# Berești-Bistrița
Berești-Bistrița est une commune roumaine située dans le județ de Bacău.